# Der Rhein (Hölderlin)

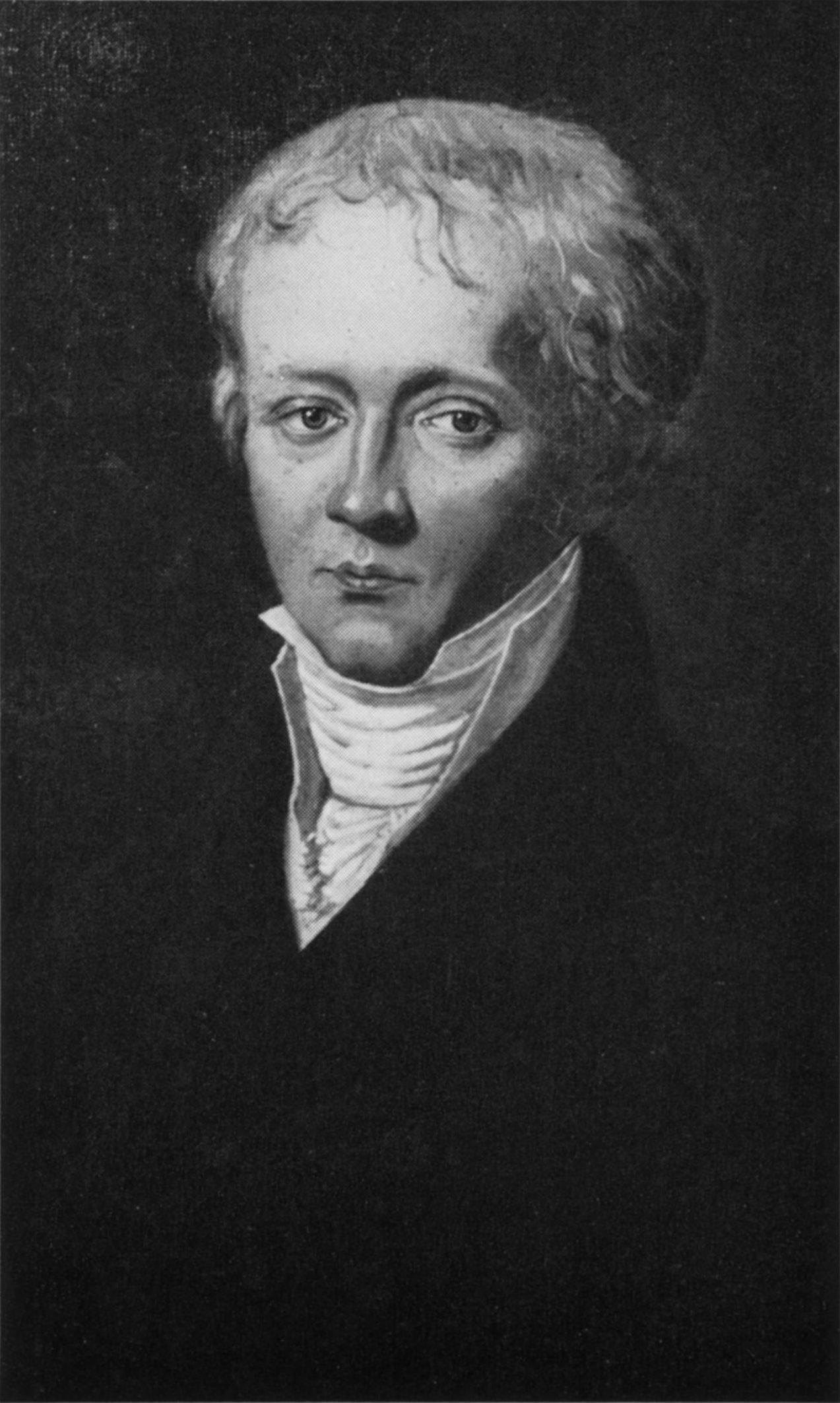
Isaac von Sinclair

Der Rhein ist eine Hymne von Friedrich Hölderlin. Sie zählt zu seinen „Vaterländischen Gesängen“ und ist unter diesen einer der bekanntesten. Der Begriff „Vaterländische Gesänge“ geht auf einen Brief Hölderlins an den Frankfurter Verleger Friedrich Wilmans vom Dezember 1803 zurück, in dem er von der Durchsicht „einiger Nachtgesänge“ berichtet und fortfährt: „Übrigens sind Liebeslieder immer müder Flug […]; ein anders ist das hohe und reine Frohloken vaterländischer Gesänge.“ Schon kurz zuvor hatte er Wilmans „einzelne größere lyrische Gedichte“ angekündigt, „so daß jedes besonders gedrukt wird weil der Inhalt unmittelbar das Vaterland angehn soll oder die Zeit“.

## Entstehung und Überlieferung
Von Anfang Januar 1796 bis Ende September 1798 war Hölderlin Hofmeister, Hauslehrer, für den Sohn des Kaufmanns Jakob Friedrich Gontard-Borkenstein (1764–1843) und dessen Frau Susette in Frankfurt am Main. Susette wurde Hölderlins Diotima. Nach dem Bruch mit Gontard lebte Hölderlin zunächst im nahen Homburg, ab Mitte Juni 1800 in Nürtingen, wo Mutter und Schwester wohnten, und Stuttgart. Von Januar bis April 1801 war er Hofmeister bei dem Leinenfabrikanten Anton von Gonzenbach (1748–1819) in Hauptwil in der Schweiz. Dort hat er das Gedicht Der Rhein konzipiert, hat es aber wohl erst im Sommer 1801, zurück in Nürtingen, fertiggestellt, bevor er im Dezember zu einer weiteren Hofmeisterstelle – seiner letzten – in Bordeaux aufbrach.
Drei Autographen sind überliefert. Ein Einzelblatt (zwei beschriebene Seiten), das in der Württembergischen Landesbibliothek in Stuttgart aufbewahrt wird und über sie elektronisch verfügbar ist, „H1“ nach der von Friedrich Beissner, Adolf Beck und Ute Oelmann (* 1949) herausgegebenen historisch-kritischen Stuttgarter Ausgabe der Werke Hölderlins, enthält einen Entwurf der Verse 1–31 und 105–122. Zwei Blätter (vier beschriebene Seiten), „H2“ nach der Stuttgarter Ausgabe, die im Deutschen Literaturarchiv Marbach aufbewahrt werden, enthalten die Verse 46–95 und 180–121. Fünf Blätter (zehn beschriebene Seiten), „H3“ nach der Stuttgarter Ausgabe, ebenfalls in der Württembergischen Landesbibliothek und über sie elektronisch verfügbar, enthalten das ganze Gedicht unmittelbar im Anschluss an die letzte Strophe des Gedichts Die Wanderung. In „H3“ hat Hölderlin nachträglich Änderungen eingetragen. Das Blatt „H1“ ist in das Konvolut „H3“ eingeklebt.
Gedruckt wurde Der Rhein erstmals 1808 im Musenalmanach für das Jahr 1808, herausgegeben von Leo Freiherrn von Seckendorf. Die Druckvorlage ist nicht erhalten; sie ist nicht identisch mit Hölderlins Reinschrift „H3“.

„Der Rhein“ im „Musenalmanach 1808“
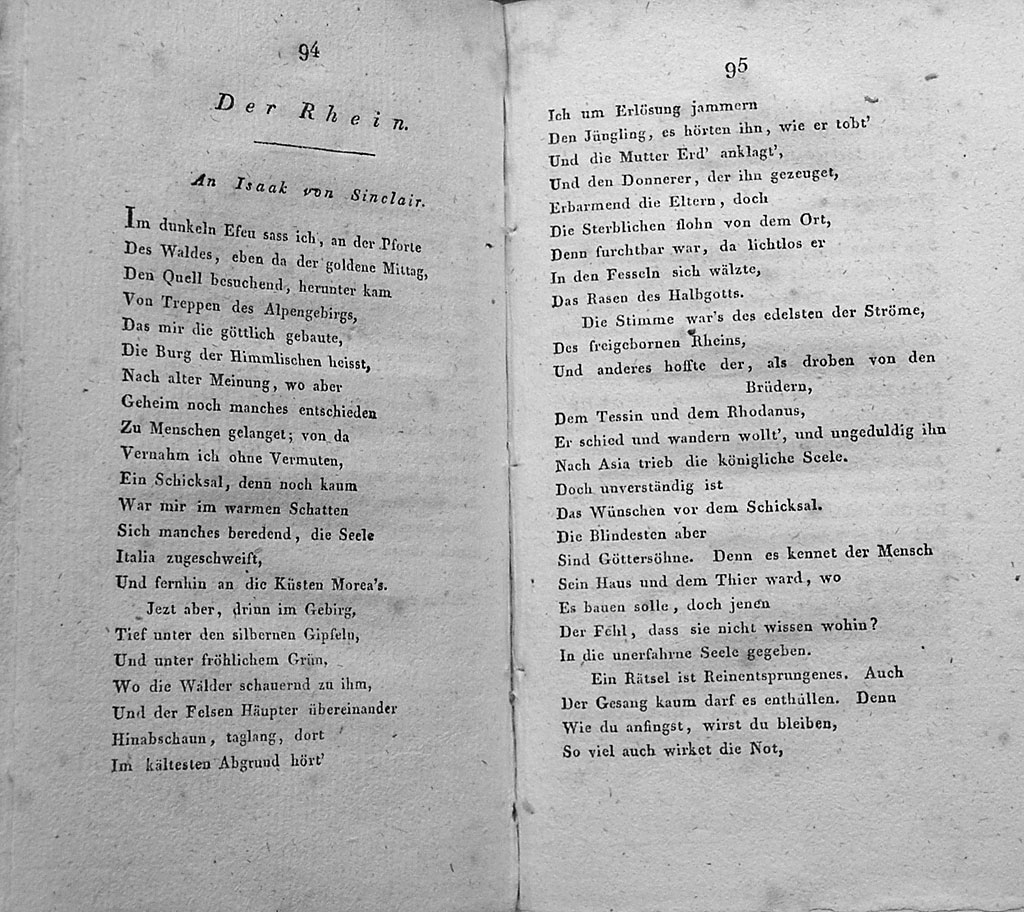
Vers 1–49
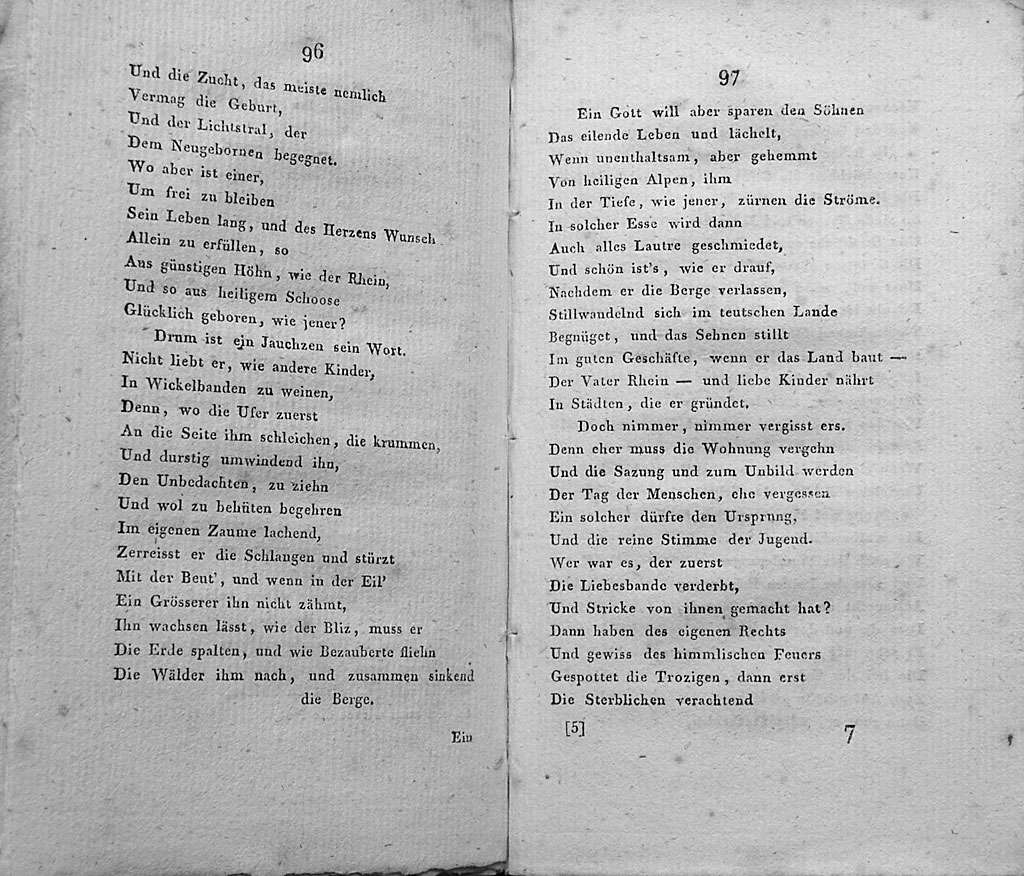
Vers 50–102
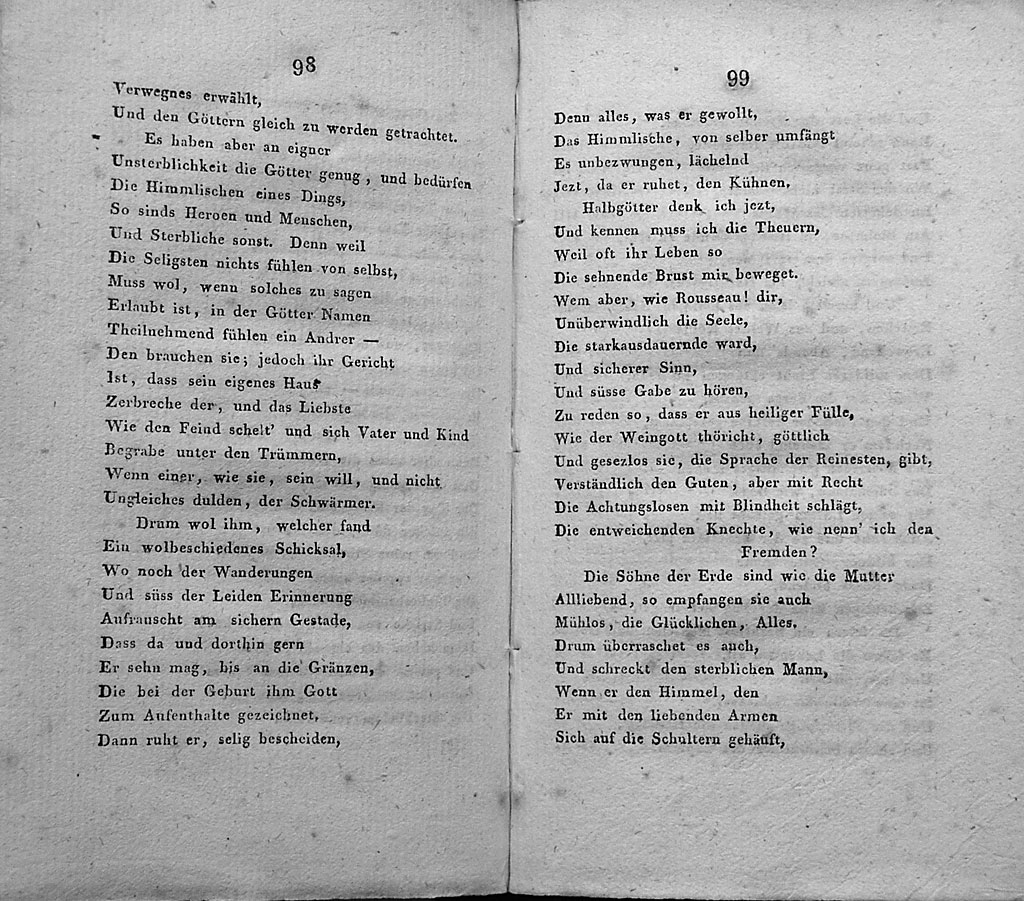
Vers 103–157
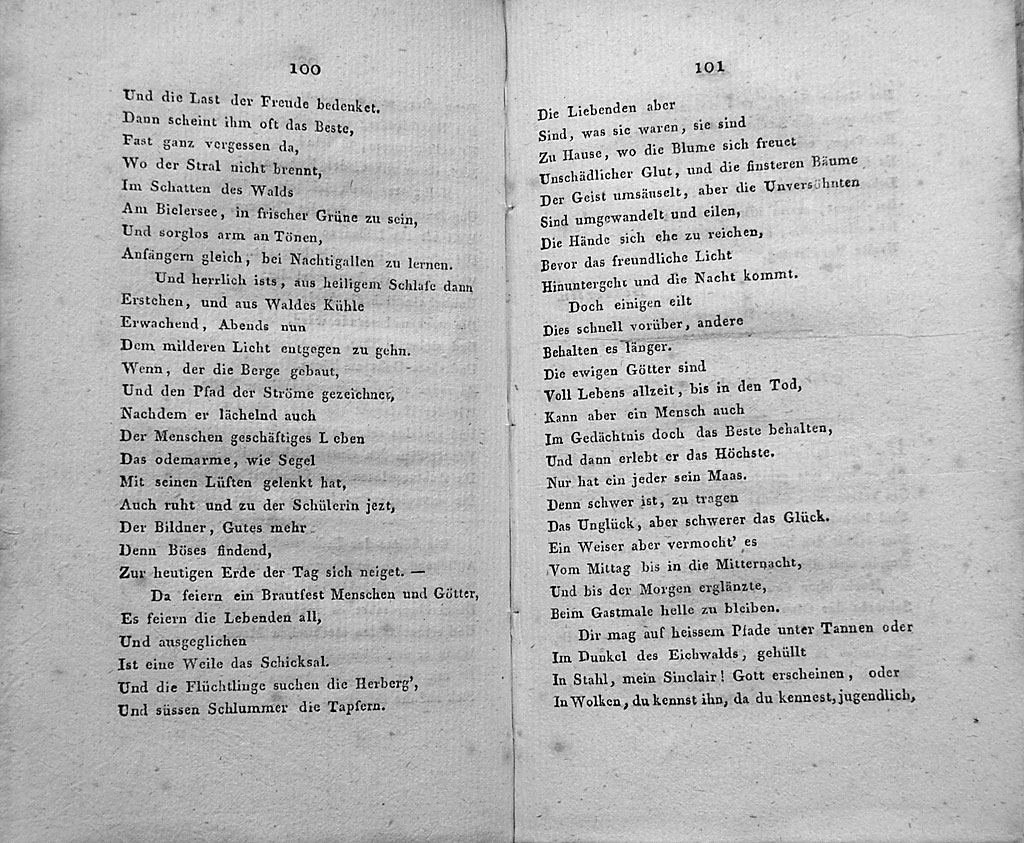
Vers 158–213
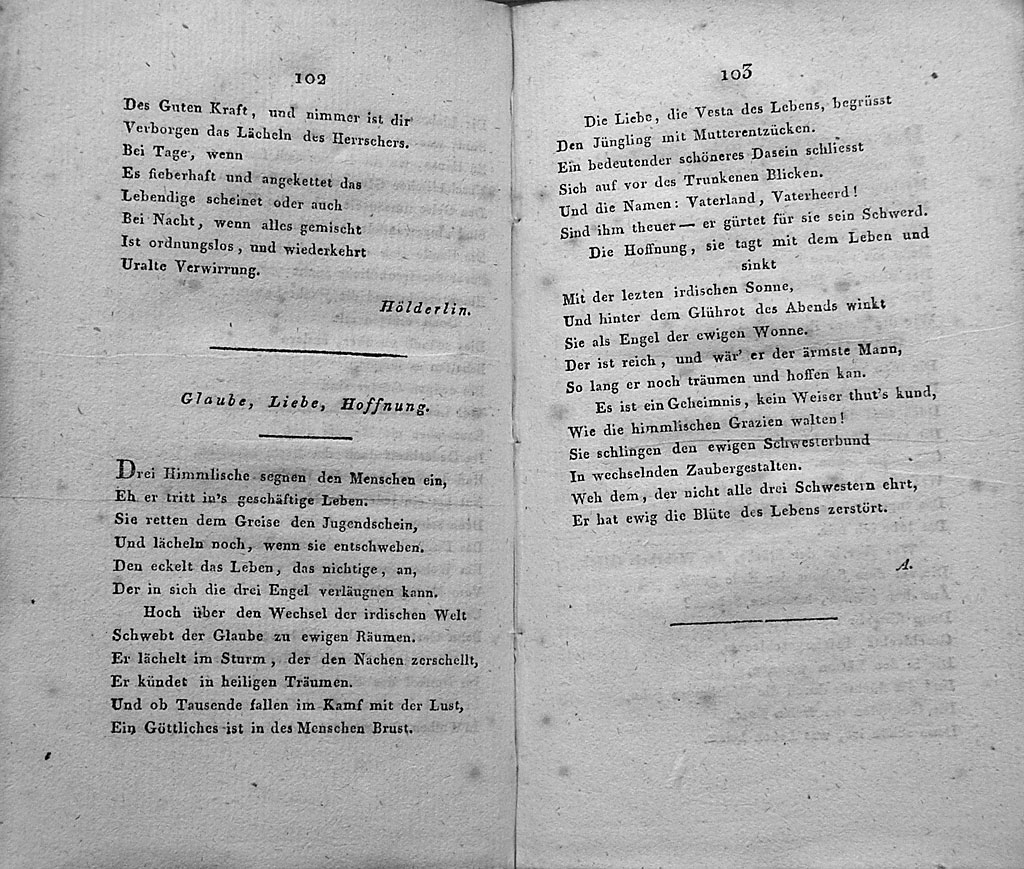
Vers 214–221

In diesem Artikel wird Hölderlin, wenn nicht anders angegeben, nach der Stuttgarter Ausgabe zitiert. Deren Herausgeber legten den Druck im Musenalmanach zugrunde, emendierten ihn aber vielfach unter Benutzung der Autographen mit dem Ziel, Hölderlins verlorene Druckvorlage wiederzugewinnen. So druckte der Musenalmanach Vers 68 „Im eigenen Zaume lachend,“, die Stuttgarter Ausgabe druckt gemäß „H3“ „Im eigenen Zahne, lachend“. Die „Leseausgaben“ von Jochen Schmidt und Michael Knaupp bieten wieder etwas andere Texte.
Der auffälligste Unterschied zwischen den Autographen und dem Erstdruck betrifft die Widmung. Sie fehlt in „H1“ und „H2“, lautet „An Vater Heinze“ – gemeint ist der vierundzwanzig Jahre ältere Wilhelm Heinse – in „H3“ und „An Isaak von Sinclair“ – den fünf Jahre jüngeren Isaac von Sinclair – im Musenalmanach. Man nimmt an, dass Hölderlin die Widmung änderte, nachdem Heinse am 22. Juni 1803 gestorben war. Die Umwidmung zog Änderungen in der zehnten, elften und fünfzehnten Strophe des Gedichts nach sich (siehe dort).
Einen Satz aus Heinses 1787 erschienenen Roman Ardinghello hatte Hölderlin 1791 als Motto über sein Gedicht Hymne an die Göttin der Harmonie gesetzt. Er kannte auch Heinses 1795 bis 1796 erschienenen dreibändigen Musikroman Hildegard von Hohenthal. Im Juli 1796 stieß Heinse zu Susette Gontard, Susettes Kindern und Hölderlin, als sie vor den im Ersten Koalitionskrieg heranziehenden französischen Truppen von Frankfurt nach Kassel und Bad Driburg geflohen waren. Bis Ende September 1796 konnte Hölderlin Heinse täglich sehen und sprechen. Heinse hat Hölderlin in seinem Pantheismus bestärkt, dazu in seiner Begeisterung für den „Vater Aether“, seiner Hoffnung auf eine neue Harmonie zwischen Göttern und Menschen und seinem Dichten in freien Rhythmen. Hölderlin hat ihm auch die Elegie Brod und Wein gewidmet. In dem Hymnenentwurf Der Vatikan hat er ihn „mein ehrlich Meister“ genannt. Heinse hat Hölderlins musiktheoretisches, poetologisches und vaterlandsbezogenes Denken erheblich beeinflusst.
Hölderlin und Isaac von Sinclair hatten sich 1793 in Tübingen kennengelernt. Im März 1795 wurden sie in Jena Freunde. Sie trafen sich in Vorlesungen Johann Gottlieb Fichtes und bewohnten zeitweise gemeinsam ein Gartenhaus vor den Toren der Stadt. An seine Schwester schrieb Hölderlin 1797 von „Sinklär, einem ganz vorzüglichen jungen Manne, der mein Freund ist, im gründlichsten Sinne des Worts“. Beide strebten eine demokratische Verfassung an, doch war Sinclair anders als Hölderlin kämpferisch, aktivistisch und unterhielt direkte Verbindungen zu umsturzwilligen Kreisen. Ab 1796 stand er im Dienst des Landgrafen Friedrichs V. von Hessen-Homburg. Auf seinen Rat übersiedelte Hölderlin im September 1798, als er Frankfurt verlassen musste, nach Homburg. Ein weiteres Mal half Sinclair ihm nach der Rückkehr aus Bordeaux 1802. Im Januar 1803 überreichte Sinclair dem Landgrafen die Widmungshandschrift von Hölderlins Hymne Patmos / Dem Landgrafen von Homburg. Mitte 1804 schließlich holte er Hölderlin nach Homburg, wo er ihm eine Anstellung als Hofbibliothekar verschaffte, die er selbst finanzierte. Ihre Beziehung endete 1806, einerseits wegen Hölderlins psychischer Krankheit, andererseits weil Sinclair durch die Mediatisierung der Landgrafschaft Hessen-Homburg seine Anstellung verloren hatte. Hölderlin hat ihm auch die um 1800 in zwei Fassungen entstandene Ode An Eduard gewidmet, deren erster Entwurf „Bundestreue. An Sinklair“ überschrieben ist.

## Text und Interpretation
Von Hölderlins Stromgedichten – Der Main, Der Nekar, Der Ister, Der gefesselte Strom – ist Der Rhein das größte. Es ist in einem freien Rhythmus komponiert und besteht aus fünfzehn Strophen zu je 14 bis 16 Versen, bis auf die letzte Strophe mit 12 Versen, die aber in ihrer ersten Fassung im Manuskript „H2“ ebenfalls 14 Verse umfasste. Den Strophen wird von der Forschung eine Struktur in fünf „Triaden“ zu je drei Strophen übergeordnet. Die Triadenform war Hölderlin von seiner Beschäftigung mit Pindar bekannt. Er legte sie zum Beispiel auch der Elegie Brod und Wein zugrunde.
Im Manuskript „H1“ hat Hölderlin dem Gedicht eine Bemerkung vorgeschaltet: „Das Gesetz dieses Gesanges ist, daß die zwei ersten Partien der Form [nach] durch Progreß u Regreß entgegengesetzt, aber dem Stoff nach gleich, die 2 folgenden der Form nach gleich dem Stoff nach entgegengesetzt sind die letzte aber mit durchgängiger Metapher alles ausgleicht.“ Die Bemerkung wurde nicht in den Musenalmanach übernommen.
Deutungen haben Martin Heidegger in einer im Wintersemester 1934/1935 gehaltenen Vorlesung in Freiburg im Breisgau, Walter Hof (* 1911), Wolfgang Binder, Bernhard Böschenstein, Jochen Schmidt und Ulrich Gaier (* 1935) gegeben. Nicht selten widersprechen sich die Interpreten. So setzen die meisten die fünf „Partien“ von Hölderlins Vorbemerkung mit den fünf Triaden gleich, für Ulrich Gaier dagegen sind die fünf „Partien“ die Strophen „1 und 2“, „3 und 4“, „5“, „6“ und „7 bis 15“. Grundsätzlich wird angenommen, dass Der Rhein drei Bilder gelingenden Lebens und seiner Bedingungen entwirft: in den Strophen 1 bis 9 das Bild des Stromes, in den Strophen 10 bis 13 das Bild des im Einklang mit der Natur lebenden Dichters, im gedruckten Gedicht Jean-Jacques Rousseaus, und in den Strophen 14 bis 15 das Bild des Weisen, des Philosophen, im gedruckten Gedicht des Sokrates und Sinclairs. Hinter den Bildern stehen Hölderlins Pantheismus und seine Geschichtsphilosophie, nach der ein liebendes Miteinander der göttlichen All-Natur und der Menschen zuerst südöstlich von Mitteleuropa verwirklicht war, vor allem im antiken Griechenland, während die Gegenwart eine Zeit der Götterferne sei, und nach der schließlich im Abendland, vor allem in Deutschland, Hölderlin sagt gern in „Hesperien“, ein neuer Göttertag kommen kann.
0000000000000000Der Rhein

000000000000An Isaak von Sinclair

0000Im dunkeln Efeu sass ich, an der Pforte

0000Des Waldes, eben da der goldene Mittag,

0000Den Quell besuchend, herunterkam

0000Von Treppen des Alpengebirgs,

0050Das mir die göttlich gebaute,

0000Die Burg der Himmlischen heisst

0000Nach alter Meinung, wo aber

0000Geheim noch manches entschieden

0000Zu Menschen gelanget; von da

0100Vernahm ich ohn Vermuhten

0000Ein Schicksal, denn noch kaum

0000War mir im warmen Schatten

0000Sich manches beredend, die Seele 

0000Italia zugeschweift

0150Und fern hin an die Küsten Morea’s.

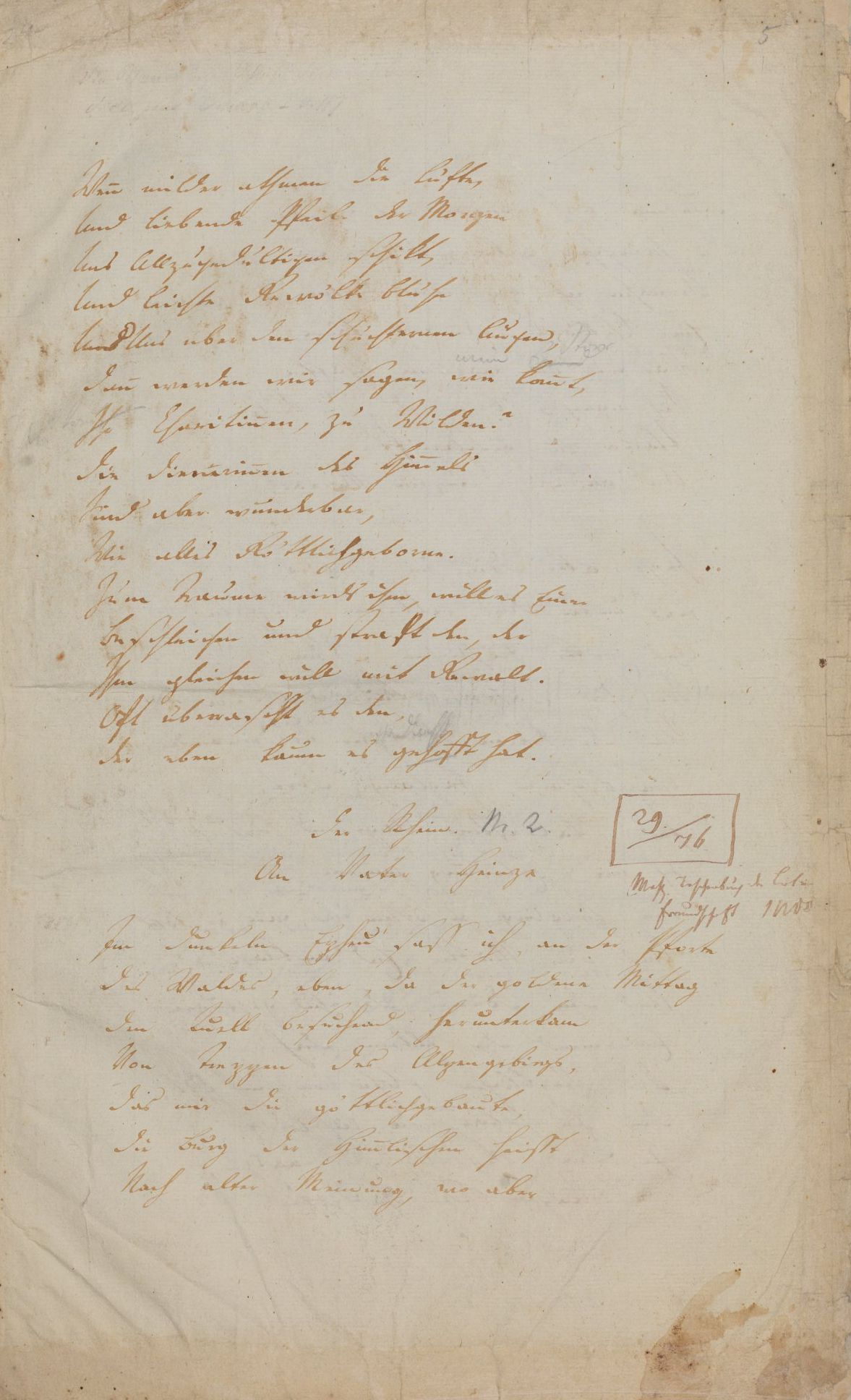
Handschrift H^{3}: Die Wanderung Vers 103–117 und Der Rhein Vers 1–7

Feierlich, in hohem Ton, hebt das Gedicht an. Der Dichter sitzt „Im dunkeln Efeu“, umgeben von einer Pflanze der Götter, von der es in Patmos heißt: „Und Zeug unsterblichen Lebens / An unzugangbaren Wänden / Uralt der Epheu wächst“. Es ist die Stunde, da „der goldene Mittag / Den Quell besuchend, herunterkam“, traditionell die Zeit der Inspiration. Die Alpen, die „göttlichgebaute, / Die Burg der Himmlischen“, erlebte Hölderlin wieder – er war schon 1791 in der Schweiz gewesen – in Hauptwil, von wo er im Februar 1801 an seine Schwester schrieb: „Du würdest auch so betroffen, wie ich, vor diesen glänzenden, ewigen Gebirgen stehn, und wenn der Gott der Macht einen Thron hat auf der Erde, so ist es über diesen herrlichen Gipfeln.“ Seine Gedanken schweifen „Italia zu“ und „fern hin an die Küsten Moreas“, der Peloponnes. Nach Süden und Osten zu schweifen also die Gedanken, dahin, wo es in der Antike gab, was die abendländische, hesperische Menschheit wieder gewinnen muss: die Einheit der göttlichen gesehenen Natur und der Menschen. Die Einleitungsstrophe handelt noch nicht ausdrücklich vom Rhein. „Sie hält sich in verbergender Vieldeutigkeit“. Da aber trifft den Dichter „ohn Vermuthen / Ein Schiksaal“, die Kernvision seines Gedichts; es ist das Schicksal des Rheins, des auf Erden gefangenen Göttersohnes.
0000Jezt aber, drinn im Gebirg,

0000Tief unter den silbernen Gipeln,

0000Und unter fröhlichem Grün,

0000Wo die Wälder schauernd zu ihm,

0200Und der Felsen Häupter übereinander

0000Hinabschaun, taglang, dort

0000Im kältesten Abgrund hört’

0000Ich um Erlösung jammern

0000Den Jüngling, es hörten ihn, wie er tobt’,

0250Und die Mutter Erd’ anklagt’,

0000Und den Donnerer, der ihn gezeuget,

0000Erbarmend die Eltern, doch

0000Die Sterblichen flohn von dem Ort,

0000Denn furchtbar war, da lichtlos er

0300In den Fesseln sich wälzte,

0000Das Rasen des Halbgotts.

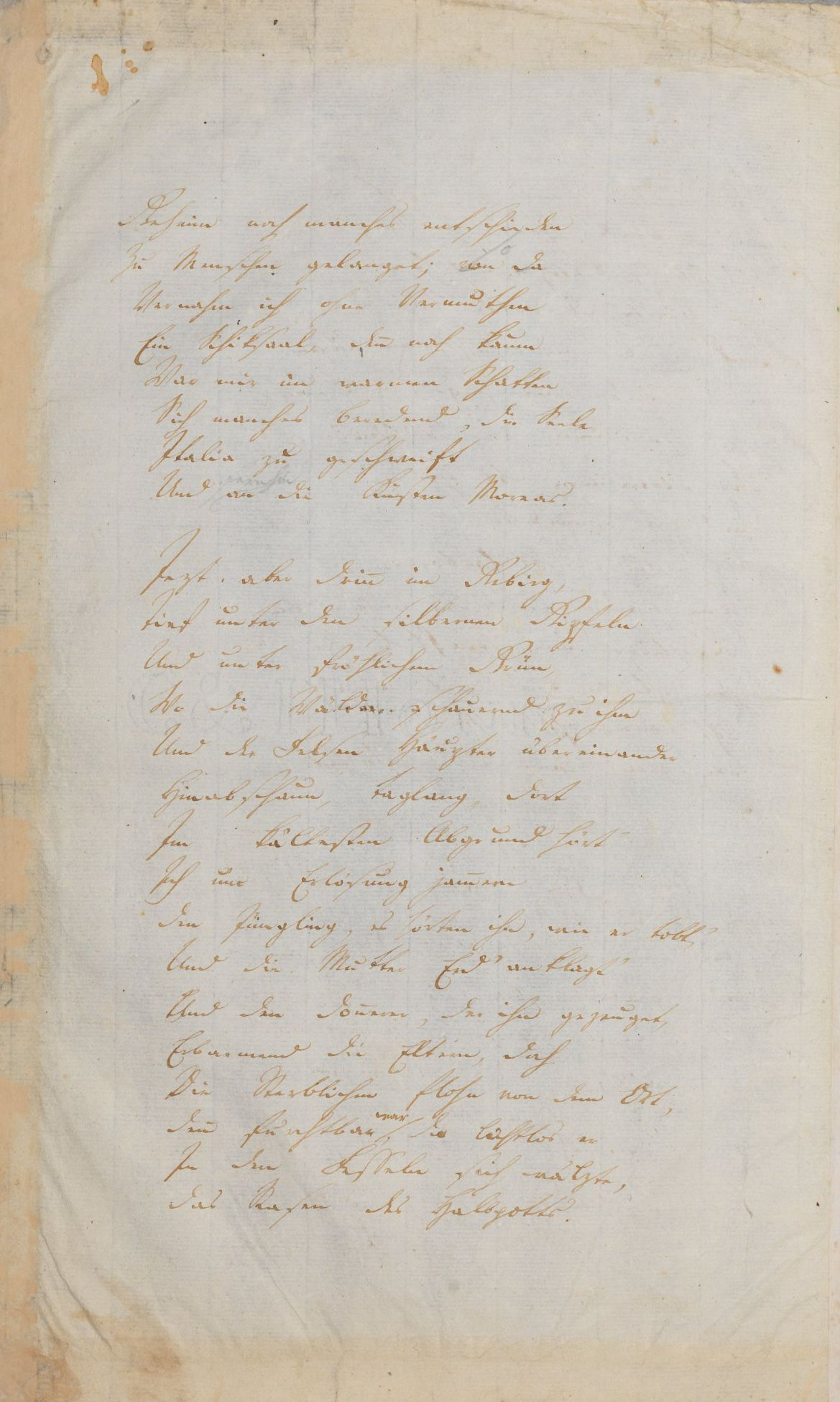
Handschrift H^{3}: Der Rhein Vers 8–31

Beim „Jezt“ der zweiten Strophe (Vers 16) hat der Standort gewechselt. Aus der Viamala sieht das „Ich“ über sich die göttlichen „silbernen Gipfel“ und das fröhliche Grün, das in Der Wanderer „das heilige Grün, der Zeuge des Seeligen, tiefen / Lebens der Welt“ heißt. Unter sich aber hört es „im kältesten Abgrund“ „das Rasen des Halbgotts“, des immer noch ungenannten tosenden Stromes. Er ist Sohn der „Mutter Erd’“ (Vers 25) und des Donnerers Zeus, der zugleich wohl der Lichtgott ist, dessen „Lichtstral“ in Vers 52 „dem Neugebornen begegnet“. Wie der „Jüngling“ im ersten Teil der Strophe herausragt, so fasst das letzte Wort „Halbgott“ die Strophe überhaupt zusammen. Indem die Strophe vom Jüngling zum Halbgott fortschreitet, steigert sie sich entschieden ins Heroische. Die Eltern hören den Strom „erbarmend“. Das Erbarmen des Vaters schildert die sechste Strophe. 
0000Die Stimme wars des edelsten der Ströme,

0000Des freigeborenen Rheins,

0000Und anderes hoffte der, als droben von den Brüdern,

0350Dem Tessin und dem Rhodanus,

0000Er schied, und wandern wollt’, und ungeduldig ihn

0000Nach Asia trieb die königliche Seele.

0000Doch unverständig ist

0000Das Wünschen vor dem Schicksal.

0400Die Blindesten aber

0000Sind Göttersöhne. Denn es kennet der Mensch

0000Sein Haus und dem Thier ward, wo

0000Es bauen solle, doch jenen ist

0000Der Fehl, dass sie nicht wissen wohin?

0450In die unerfahrne Seele gegeben.

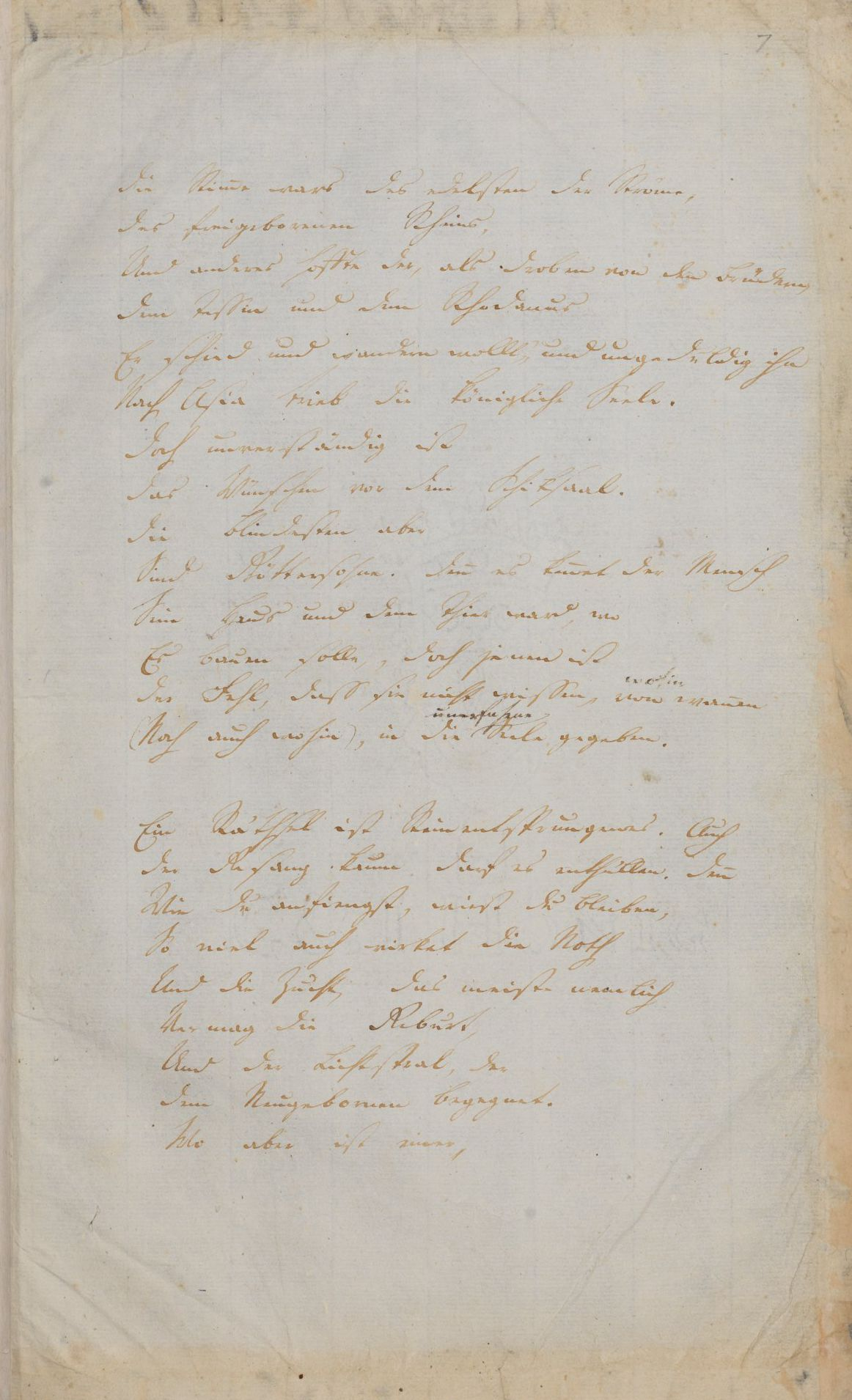
Handschrift H^{3}: Der Rhein Vers 32–54

Der Rhein wird zum ersten Mal genannt. Edel heißt er, freigeboren, ein Göttersohn (Vers 41) wie Herakles und Christus. Während sich „droben“ der Tessin nach Süden und der „Rhodanus“ (Vers 35), die Rhone, nach Westen wendet, treibt ihn „Nach Asia […] die königliche Seele“. „Ihrer inneren Unendlichkeit entsprechend drängt es sie zum Unendlich-Göttlichen, für das bei Hölderlin immer wieder die östliche Ferne steht.“ In diesem „Wünschen“ ist sie aber „unverständig“, verkennt den göttlichen Willen, der bei Chur den Lauf des Rheins in die ihm bestimmte Richtung nach Norden biegen wird. „Die Blindesten“ sind die Göttersöhne, weil sie nicht wissen, was Vernunft und realistisches Handeln bedeuten. Sie haben es nicht gelernt, sich im Endlichen einzurichten.
0000Ein Räthsel ist Reinentsprungenes. Auch

0000Der Gesang kaum darf es enthüllen. Denn

0000Wie du anfiengst, wirst du bleiben,

0000So viel auch wirket die Not,

0500Und die Zucht, das meiste nemlich

0000Vermag die Geburt,

0000Und der Lichtstral, der

0000Dem Neugebornen begegnet.

0000Wo aber ist einer,

0550Um frei zu bleiben

0000Sein Leben lang, und des Herzens Wunsch

0000Allein zu erfüllen, so

0000Aus günstigen Höhn, wie der Rhein,

0000Und so aus heiligem Schoose

0600Glüklich geboren, wie jener?
„Ein Räthsel ist Reinentsprungenes“ ist eine von Hölderlins bekanntesten Gnomen, knapp formulierten Einsichten, wie sie Pindar verwendete. „Reinentsprungen“ ist das Ursprüngliche, Unvermischte, Unsterbliche, Absolute. Ihm gebühren religiöse Andacht und Ergriffenheit. Die Worte, menschliches Verstehen versagen vor ihm. Trotz „Noth“ und „Zucht“ Vers (49 und 50), Umweltdruck und Erziehung, prägt der Ursprung das Leben. Der Ursprung des Rheins wird noch einmal gerühmt. Wie nichts sonst ist er „Aus günstigen Höhn, […] aus heiligem Schoose / Glüklich geboren“. Böschenstein weist darauf hin, dass „heilig“ nach „Gott“ wohl das meistbelegte Wort des späten Hölderlin ist, 143mal in den Gedichten nach 1800. „‚Heilig‘ ist das fruchtbare, bergende Dunkel um künftige Frucht, künftige Gestalt, künftiges Licht.“ „Um frei zu bleiben / Sein Leben lang, und des Herzens Wunsch / Allein zu erfüllen“ ist der Rhein geboren. Doch zur Erfüllung seines Daseins gehören die Lenkung durch den Vater und der Dienst an einem Ziel.
0000Drum ist ein Jauchzen sein Wort.

0000Nicht liebt er, wie andere Kinder

0000In Wickelbanden zu weinen;

0000Denn, wo die Ufer zuerst

0650An die Seit ihm schleichen, die krummen,

0000Und durstig umwindend ihn,

0000Den Unbedachten, zu ziehn

0000Und wol zu behüten begehren

0000Im eigenen Zahne, lachend

0700Zerreisst er die Schlangen und stürzt

0000Mit der Beut’, und wenn in der Eil’

0000Ein Grösserer ihn nicht zähmt,

0000Ihn wachsen lässt, wie der Bliz, muss er

0000Die Erde spalten, und wie Bezauberte fliehn

0750Die Wälder ihm nach, und zusammensinkend die Berge.

0000Ein Gott will aber sparen den Söhnen

0000Das eilende Leben und lächelt,

0000Wenn unenthaltsam, aber gehemmt

0000Von heiligen Alpen, ihm

0800In der Tiefe, wie jener, zürnen die Ströme.

0000In solcher Esse wird dann

0000Auch alles Lautre geschmiedet,

0000Und schön ist’s, wie er drauf,

0000Nachdem er die Berge verlassen,

0850Stillwandelnd sich im teutschen Lande

0000Begnüget, und das Sehnen stillt

0000Im guten Geschäffte, wenn er das Land baut –

0000Der Vater Rhein – und liebe Kinder nährt

0000In Städten, die er gründet.

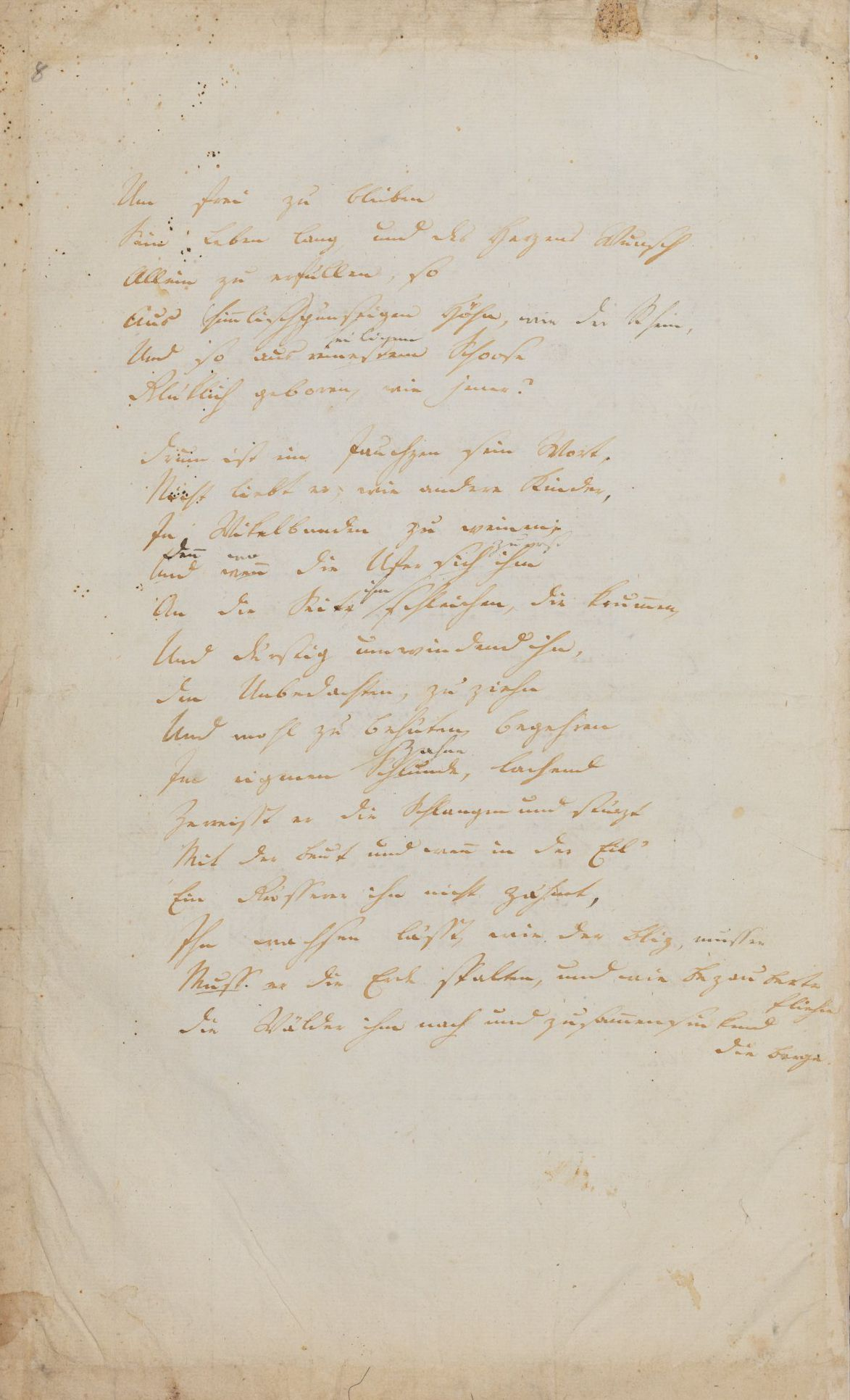
Handschrift H^{3}: Der Rhein Vers 55–75

Die fünfte Strophe lässt den Rhein noch einmal jeden Zwangs spotten. Wie Herakles die beiden von der eifersüchtigen Hera geschickten Schlangen zerriss, stürmt der Rhein an gegen die ihn schlangenartig umwindenden „krummen“ (Vers 65) Ufer und „stürzt / Mit der Beut“, mit Sand und Geröll davon. Die Gefahr besteht, dass er „wie der Bliz“ „Die Erde spalten“ will, sich anmaßt, was nur seinem Vater zusteht, der in Der Wanderer „das Gebirg hier / Spaltend mit Stralen […] Höhen und Tiefen gebaut“. Aber der Konditionalsatz „wenn […] / Ein Größerer ihn nicht zähmt“ (Vers 71–72) zeigt die Geborgenheit im vorherbezeichneten Schicksal, das Erbarmen (Vers 27) des Vaters.
Er, der „Gott“ (Vers 76) lenkt den ungebärdigen Sohn mit „heiligen Alpen“ – sie sind „die Noth / Und die Zucht“ von Vers 49 und 50 – in seine Bahn. Er „lächelt“ dabei (Vers 77) wie noch dreimal später im Gedicht, wenn von gelingendem Dasein die Rede ist (Vers 133, 172 und 215). Nach Norden fließend, „im teutschen Lande“ befruchtet der Rhein den Boden, nährt die Menschen und gründet Städte. Der „Quell“ von Vers 3 ist zum Strom, der „Jüngling“ (Vers 24) zum „Vater Rhein“ (Vers 88) geworden. Damit ist das Schicksal des Rheins in zwei Triaden beschrieben.
0900Doch nimmer, nimmer vergisst ers.

0000Denn eher muss die Wohnung vergehn,

0000Und die Sazung und zum Unbild werden

0000Der Tag der Menschen, ehe vergessen

0000Ein solcher dürfte den Ursprung,

0950Und die reine Stimme der Jugend.

0000Wer war es, der zuerst

0000Die Liebesbande verderbt

0000Und Strike von ihnen gemacht hat?

0000Dann haben des eigenen Rechts

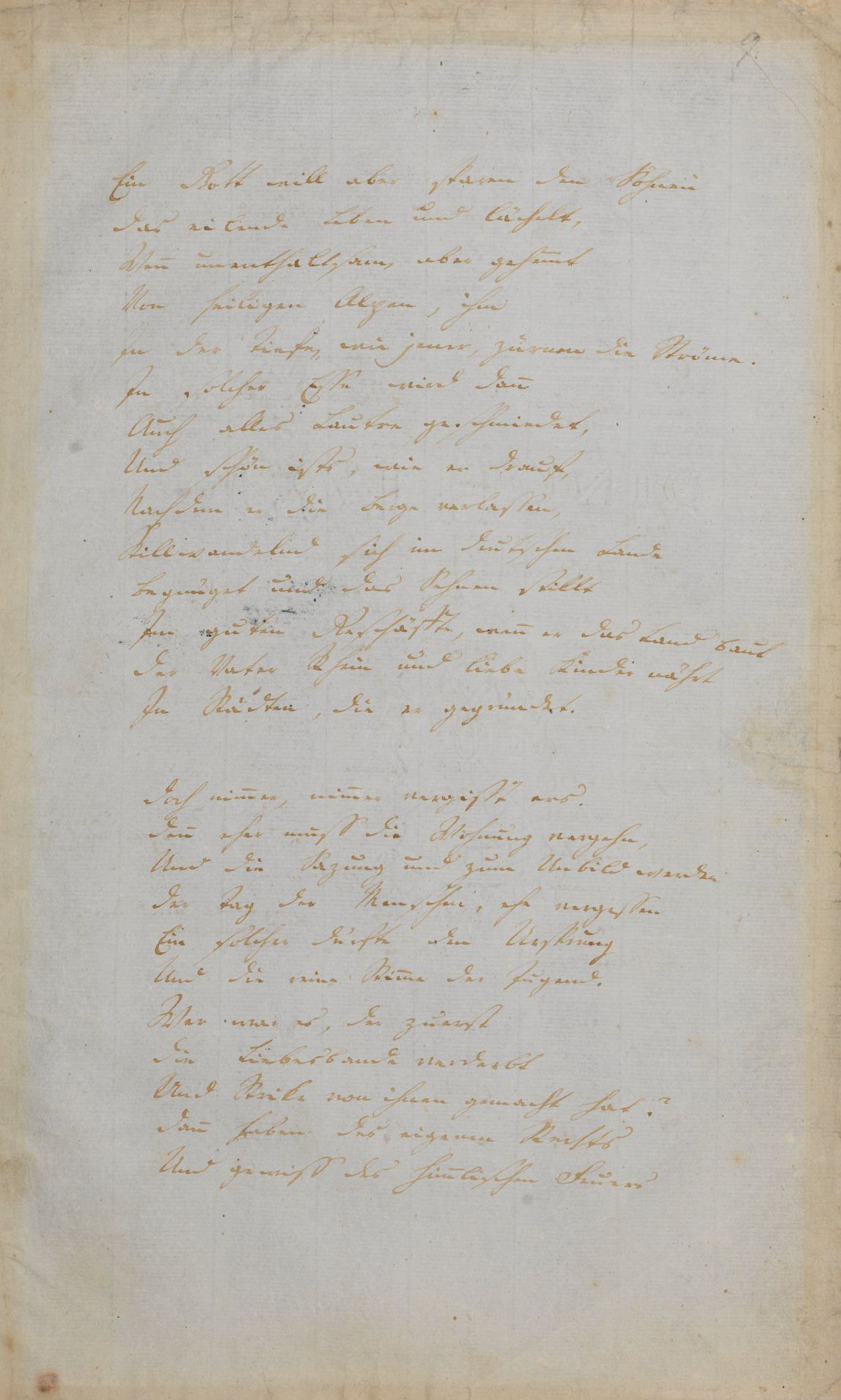
Handschrift H^{3}: Der Rhein Vers 76–100

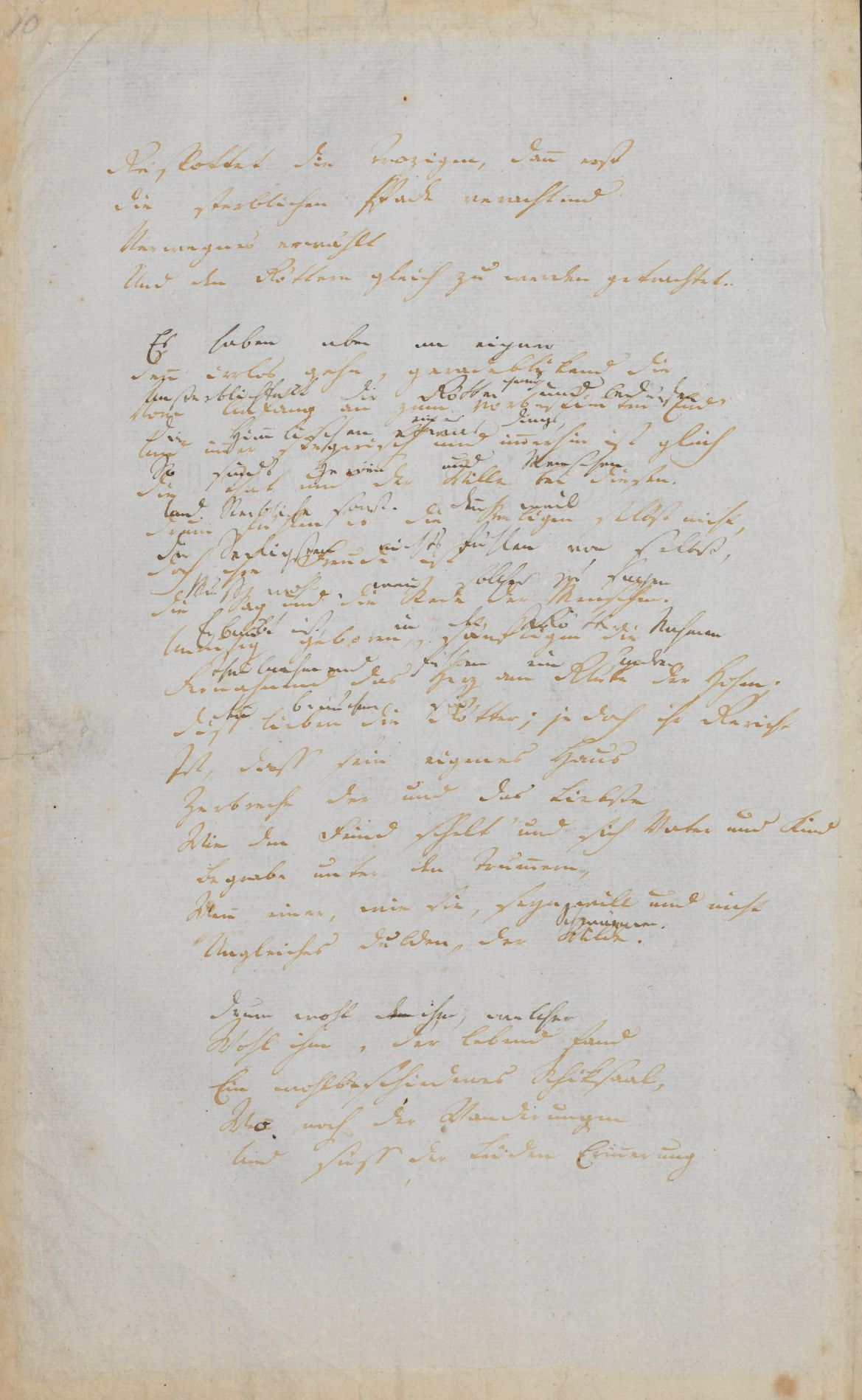
Handschrift H^{3}: Der Rhein Vers 101–124

1000Und gewiss des himmlischen Feuers

0000Gespottet die Trozigen, dann erst

0000Die sterblichen Pfade verachtend

0000Verwegnes erwählt

0000Und den Göttern gleich zu werden getrachtet.

1050Es haben aber an eigner

0000Unsterblichkeit die Götter genug, und bedürfen

0000Die Himmlischen eines Dings,

0000So sinds Heroën und Menschen

0000Und Sterbliche sonst. Denn weil

1100Die Seeligsten nichts fühlen von selbst,

0000Muss wol, wenn solches zu sagen

0000Erlaubt ist, in der Götter Namen

0000Teilnehmend fühlen ein Andrer –

0000Den brauchen sie; jedoch ihr Gericht

1150Ist, dass sein eignes Haus

0000Zerbreche der und das Liebste

0000Wie den Feind schelt’ und sich Vater und Kind

0000Begrabe unter den Trümmern,

0000Wenn einer, wie sie, sein will und nicht

1200Ungleiches dulden, der Schwärmer.
Die dritte Triade sinnt ihm aber noch nach. Das Gleichgewicht zwischen dem heroischen Ursprung und der Annahme von Beschränkungen muss bewahrt werden. Bande müssen „Liebesbande“ (Vers 97) bleiben, dürfen nicht „Stricke“ werden. Sonst kann es zu Hybris der „Trozigen“ (Vers 101) kommen, wie beim Feuerraub des Prometheus, der „des himmlischen Feuers / Gespottet“ (Vers 100–101) hatte. Die Grammatik des Satzes „Dann haben des eigenen Rechts / Und gewiß des himmlischen Feuers / Gespottet die Trozigen“ erklärt Jochen Schmidt mit zwei kunstvoll verschachtelten Apokoinu-Konstruktionen. „Das ‚gewiß‘ steht apokoinu, d. h. in doppelseitigem Bezug zu dem voranstehenden Genitiv ‚des eigenen Rechts‘ wie zu dem nachstehenden Genitiv ‚des himmlischen Feuers‘; der Genitiv ‚des himmlischen Feuers‘ wiederum steht apokoinu zum vorausgehenden ‚gewiß‘ und zum nachfolgenden ‚gespottet‘.“ Diese syntaktische Verschränkung erst figuriere die Fülle und Dichte der logischen Verknüpfungen. Es ergebe sich als wesentliche Aussage, dass die Meinung, man sei des himmlischen Feuers „gewiß“, gleichbedeutend sei mit einem hybriden Sich-Hinwegsetzen („gespottet“) über dessen himmlisches („des himmlischen Feuers“), nicht verfügbares Wesen. Wer sich aber gegen die Götter empört, der „Schwärmer“, der „nicht / Ungleiches dulden“ will (Vers 119–120), den stürzen sie in die Selbstvernichtung, bewirken, „dass sein eignes Haus / Zerbreche der und das Liebste / Wie den Feind schelt’ und sich Vater und Kind / Begrabe unter den Trümmern“ (Vers 115–118). So geschah es Herakles, den Hera in Wahnsinn stürzte, sodass er sein Haus zerstörte und Megara, seine Frau, und seine Kinder tötete.
0000Drum wol ihm, welcher fand

0000Ein wohlbeschiedenes Schicksal,

0000Wo noch der Wanderungen

0000Und süss der Leiden Erinnerung

1250Aufrauscht am sichern Gestade,

0000Dass da und dorthin gern

0000Er sehn mag bis an die Grenzen

0000Die bei der Geburt ihm Gott

0000Zum Aufenthalte gezeichnet.

1300Dann ruht er, selig bescheiden,

0000Denn alles, was er gewollt,

0000Das Himmlische, von selber umfängt

0000Es unbezwungen, lächelnd

0000Jezt, da er ruhet, den Kühnen.
Die neunte Strophe ist der Preis des Gelingens, der Bescheidung, der antihybriden Haltung. Mit dem „Gestade“ (Vers 125) wird noch einmal an den Rhein erinnert, jedoch so, daß er zugleich als Metapher für jeden dienen kann, der sich zu bescheiden gelernt hat. Der Rhein bleibt seines Ursprungs eingedenk, „der Wanderungen“ und „der Leiden Erinnerung“. Aber die Erinnerung ist jetzt „süß“ (Vers 124); „lächelnd“ (Vers 133) – zweites Auftreten des Wortes – umfängt ihn „Das Himmlische“.
1350Halbgötter denk’ ich jezt

0000Und kennen muss ich die Theuern,

0000Weil oft ihr Leben so

0000Die sehnende Brust mir beweget.

0000Wem aber, wie, Rousseau! dir,

1400Unüberwindlich die Seele

0000Die starkausdauernde ward,

0000Und sicherer Sinn

0000Und süsse Gabe zu hören,

0000Zu reden so, dass er aus heiliger Fülle

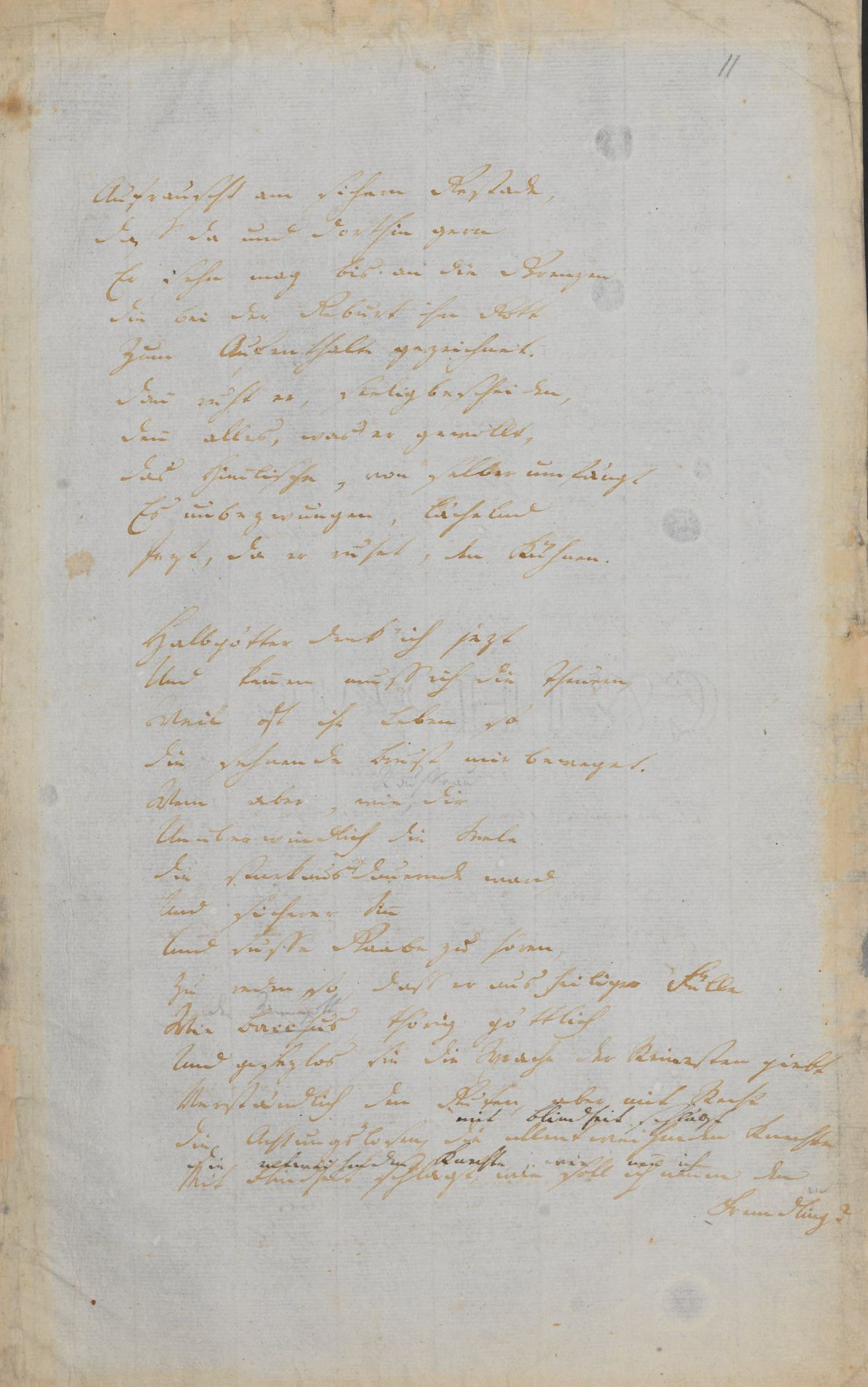
Handschrift H^{3}: Der Rhein Vers 125–149

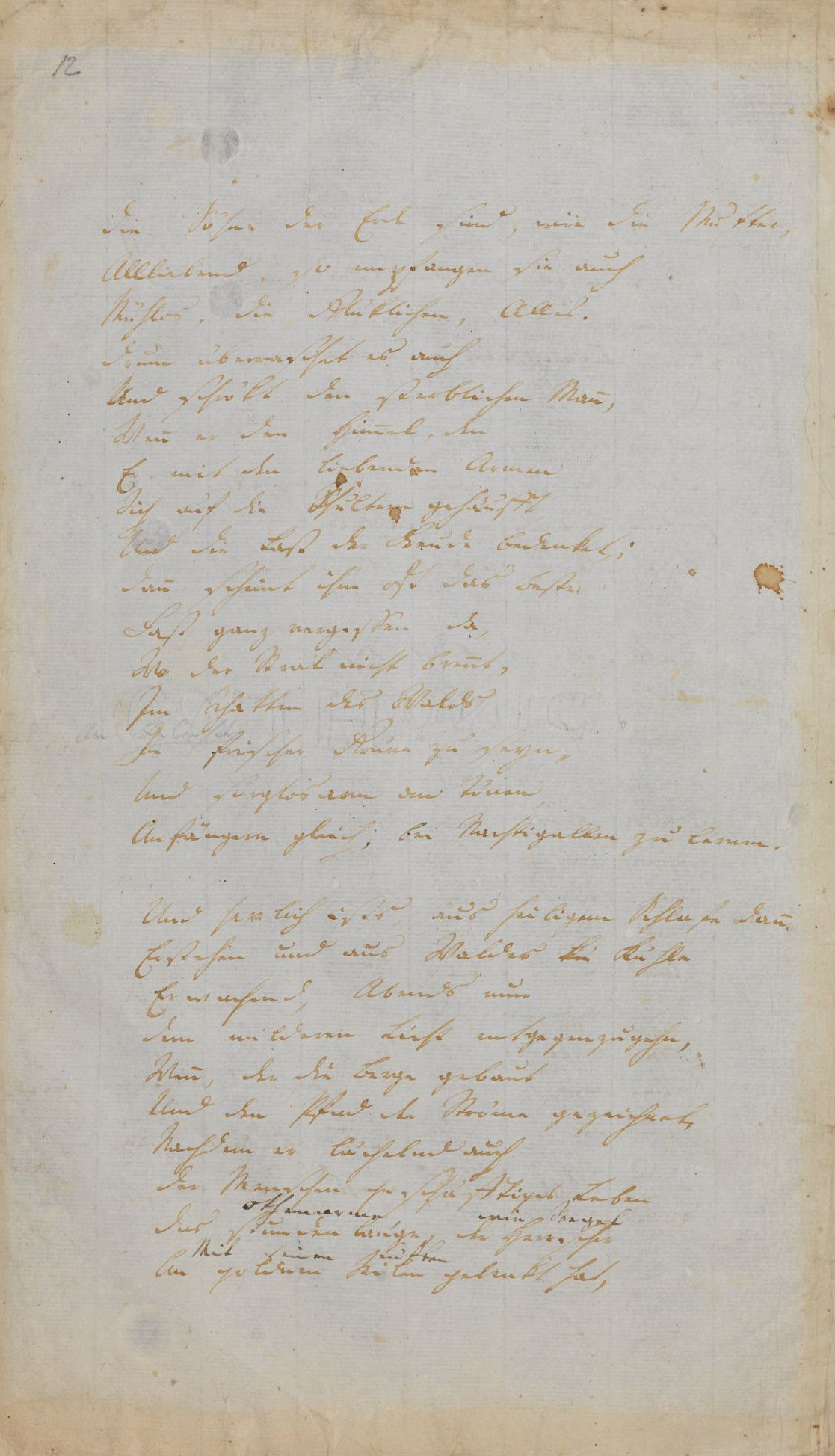
Handschrift H^{3}: Der Rhein Vers 150–175

1450Wie der Weingott, thöricht göttlich

0000Und gesezlos sie, die Sprache der Reinesten, gibt

0000Verständlich den Guten, aber mit Recht

0000Die Achtungslosen mit Blindheit schlägt

0000Die entweichenden Knechte, wie nenn ich den Fremden?

1500Die Söhne der Erde sind wie die Mutter

0000Allliebend, so empfangen sie auch

0000Mühlos, die Glücklichen, Alles.

0000Drum überraschet es auch

0000Und schreckt den sterblichen Mann,

1550Wenn er den Himmel, den

0000Er mit den liebenden Armen

0000Sich auf die Schultern gehäuft,

0000Und die Last der Freude bedenket.

0000Dann scheint ihm oft das Beste,

1600Fast ganz vergessen da,

0000Wo der Stral nicht brennt,

0000Im Schatten des Walds

0000Am Bielersee in frischer Grüne zu sein,

0000Und sorglos arm an Tönen,

1650Anfängern gleich, bei Nachtigallen zu lernen.
Mit „Halbgötter denk’ ich jezt“ (Vers 135) setzt sich der Dichter zum ersten Mal nach der ersten Strophe wieder in ein ausdrückliches Verhältnis zum Gegenstand seines Gedichts. Das „jezt“ fasst eher das bisher Gesagte zusammen als dass es auf das Kommende vorausweist; denn der Rhein wurde schon in der zweiten Strophe ein Halbgott genannt (Vers 30), während Rousseau ein sterblicher Mann heißt (Vers 154). Er ist in Der Rhein mehr Dichter als Philosoph. „Verkörperte der Rhein den ‚kühnen‘ Helden und damit den Bereich des Aktiven und weltumgestaltender Tat, so steht nun Rousseau dagegen als Dichter“, der ‚die Sprache der Reinesten giebt‘ (Vers 146) und „mehr in den Bereich des Passiv-Empfangenden gehört.“ Hölderlin hat das Wort „Rousseau“ erst nachträglich in Vers 139 und die Wörter „am Bielersee“ erst nachträglich in Vers 163 der Handschrift H3 eingefügt (mit Bleistift). Rousseau hatte im September/Oktober 1765 Zuflucht auf der St. Petersinsel im Bielersee gefunden. Ursprünglich waren die Verse an den Adressaten des Gedichts, Heinse, gerichtet, auf den sie gut passen, weil Heinse in Hildegard von Hohenthal immer wieder den Gesang der Nachtigallen rühmt. Hölderlin mochte sich wohl Heinse bei einem Rückzug in schattiges Grün „sorglos arm an Tönen, / Anfängern gleich, bei Nachtigallen“ lernend vorstellen. Jedenfalls lässt Hölderlin dem Bild des heroischen, stets dem tragischen Übermaß nahen Halbgotts Rhein das Bild des naturhaft schmiegsam reagierenden dichterischen Menschen Heinse/Rousseau folgen.
0000Und herrlich ists, aus heiligem Schlafe dann

0000Erstehen und aus Waldes Kühle

0000Erwachend, Abends nun,

0000Dem milderen Licht entgegenzugehn,

1700Wenn, der die Berge gebaut

0000Und den Pfad der Ströme gezeichnet,

0000Nachdem er lächelnd auch

0000Der Menschen geschäftiges Leben

0000Das odemarme, wie Segel

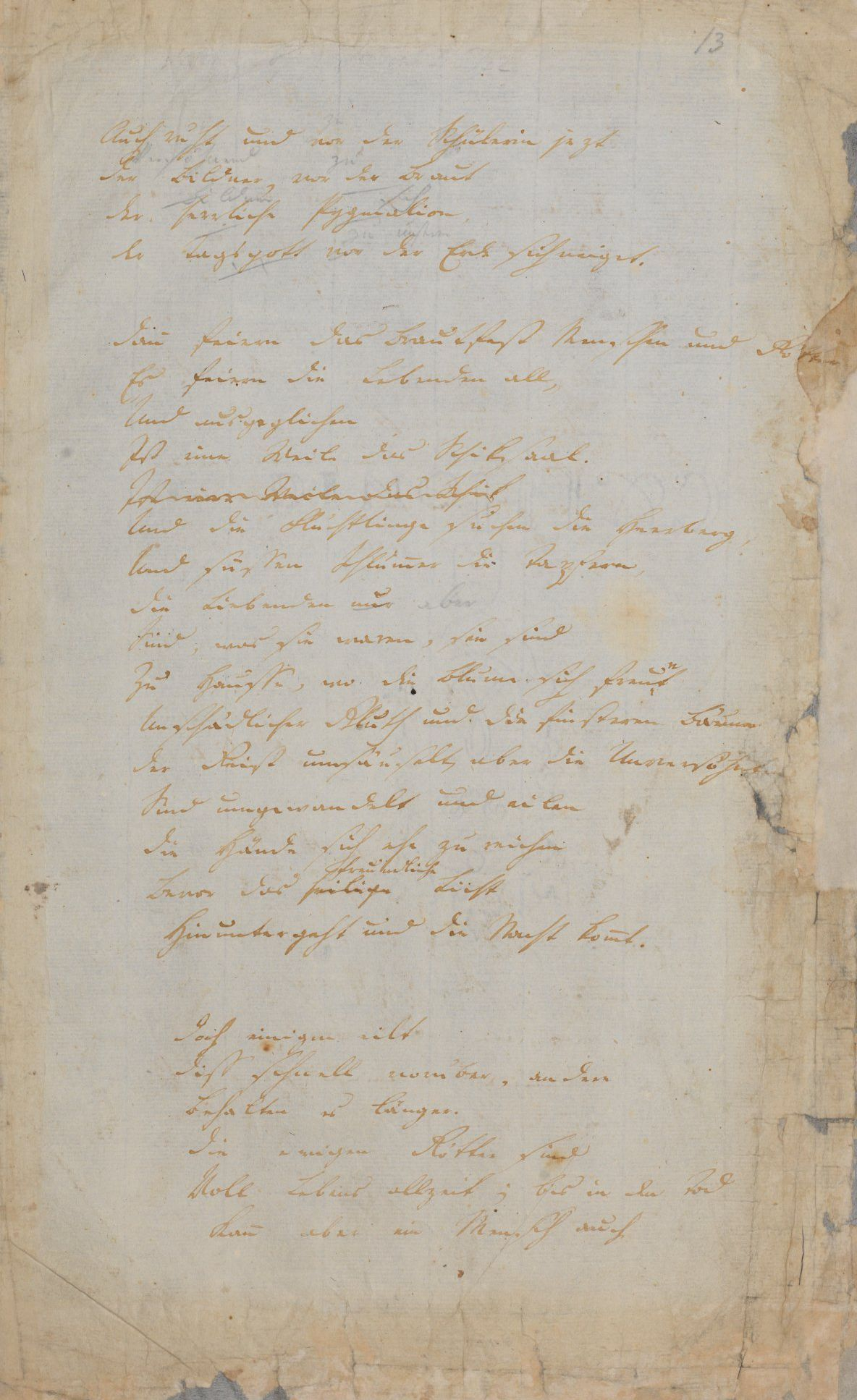
Handschrift H^{3}: Der Rhein Vers 176–200

1750Mit seinen Lüften gelenkt hat,

0000Auch ruht und zu der Schülerin jezt,

0000Der Bildner, Gutes mehr

0000Denn Böses findend,

0000Zur heutigen Erde der Tag sich neiget. –

1800Dann feiern das Brautfest Menschen und Götter,

0000Es feiern die Lebenden all,

0000Und ausgeglichen

0000Ist eine Weile das Schicksal.

0000Und die Flüchtlinge suchen die Herberg’,

1850Und süssen Schlummer die Tapfern,

0000Die Liebenden aber

0000Sind, was sie waren, sie sind

0000Zu Hause, wo die Blume sich freuet

0000Unschädlicher Gluth und die finsteren Bäume

1900Der Geist umsäuselt, aber die Unversöhnten

0000Sind umgewandelt und eilen,

0000Die Hände sich ehe zu reichen,

0000Bevor das freundliche Licht

0000Hinuntergeht und die Nacht kommt.
Der Preis des Gelingens dieses Lebensentwurfs wird mit dem Wort „herrlich“ eingeleitet; so mochte Hölderlin sein eigenes Leben ersehnen. Der Preis wird sogleich von Heinse/Rousseau auf den Vatergott übertragen, „der die Berge gebaut / Und den Pfad der Ströme gezeichnet“ – eine letzte Erinnerung an den Rhein. Der Vatergott lenkt auch, wieder „lächelnd“ (Vers 172) „Der Menschen geschäfftiges Leben“ (Vers 173). Ist die heutige Erde (Vers 179) in der zwölften Strophe die „Schülerin“ des Gottes, des Bildners (Vers 177), so wird sie in der dreizehnten Strophe seine Braut. „Ausgeglichen / Ist eine Weile das Schiksaal“ (Vers 182–183). Vier Beispiele erläutern den Ausgleich. Flüchtlinge suchen die Herberge, finden ein neues Daheim, Tapfere ruhen aus, Unversöhnte versöhnen sich. „Nur bei den Liebenden braucht sich nichts zu ändern. Sie ‚sind, was sie waren‘; denn die Liebe ist das Urbild der Versöhnung.“ Das „Brautfest“, die Erlösung dauern aber nur „eine Weile“. „Hölderlins gewöhnliche Vorstellung ist […] die einer Welt, die in zyklischen Kreisen in den Sturm der Geschichte gerissen wird und dann wieder in die Erfüllung der Zeit zurückkehrt, aus der sie gekommen war.“
1950Doch einigen eilt

0000Dies schnell vorüber, andere

0000Behalten es länger.

0000Die ewigen Götter sind

0000Voll Lebens allzeit; bis in den Tod

2000Kann aber ein Mensch auch

0000Im Gedächtnis doch das Beste behalten,

0000Und dann erlebt er das Höchste.

0000Nur hat ein jeder sein Maas.

0000Denn schwer ist zu tragen

2050Das Unglück, aber schwerer das Glück.

0000Ein Weiser aber vermocht’ es

0000Vom Mittag bis in die Mitternacht,

0000Und bis der Morgen erglänzte,

0000Beim Gastmale helle zu bleiben.
Nach diesem Höhepunkt der Hymne reflektiert die vierzehnte Strophe, was bleibt, wenn die „Weile“ (Vers 183) vorüber ist, „die Nacht kommt“ (Vers 194) wie im Johannesevangelium, wo die Nacht kommt, in der niemand mehr etwas tun kann (Joh 9,4 ). Der Mensch kann das Erfahrene „bis in den Tod […] im Gedächtniß […] behalten, / Und dann erlebt er das Höchste“. Dass dies Höchste, dies Glück schwerer zu tragen sei als Unglück, kehrt die gewohnten Maßstäbe um. Glück ist für Hölderlin Fülle des Seins und nur zu tragen, wenn „das eigene Innere dem Erinnerten adäquat ist, vom selben großen ‚Maß‘“. Ähnlich preist Hölderlin im Januar 1801 in einem Brief an Anton von Gonzenbach „die schwerste und schönste aller Tugenden, die das Glük zu tragen“. Der dies vermag, ist – dritter gelingender Lebensentwurf des Gedichts – „ein Weiser“ (Vers 206). Für ihn steht Sokrates, von dem Platon im Symposion berichtet, er sei beim abendlichen „Gastmahl“ (Vers 209) bis in den nächsten Morgen hinein als einziger wach, diskutierend, „helle“ geblieben. Er habe sich dann „zum Lykeion begeben, gebadet, und habe dort, wie sonst auch, den ganzen Tag zugebracht bis zum Abend und sei dann zu hause schlafen gegangen“.

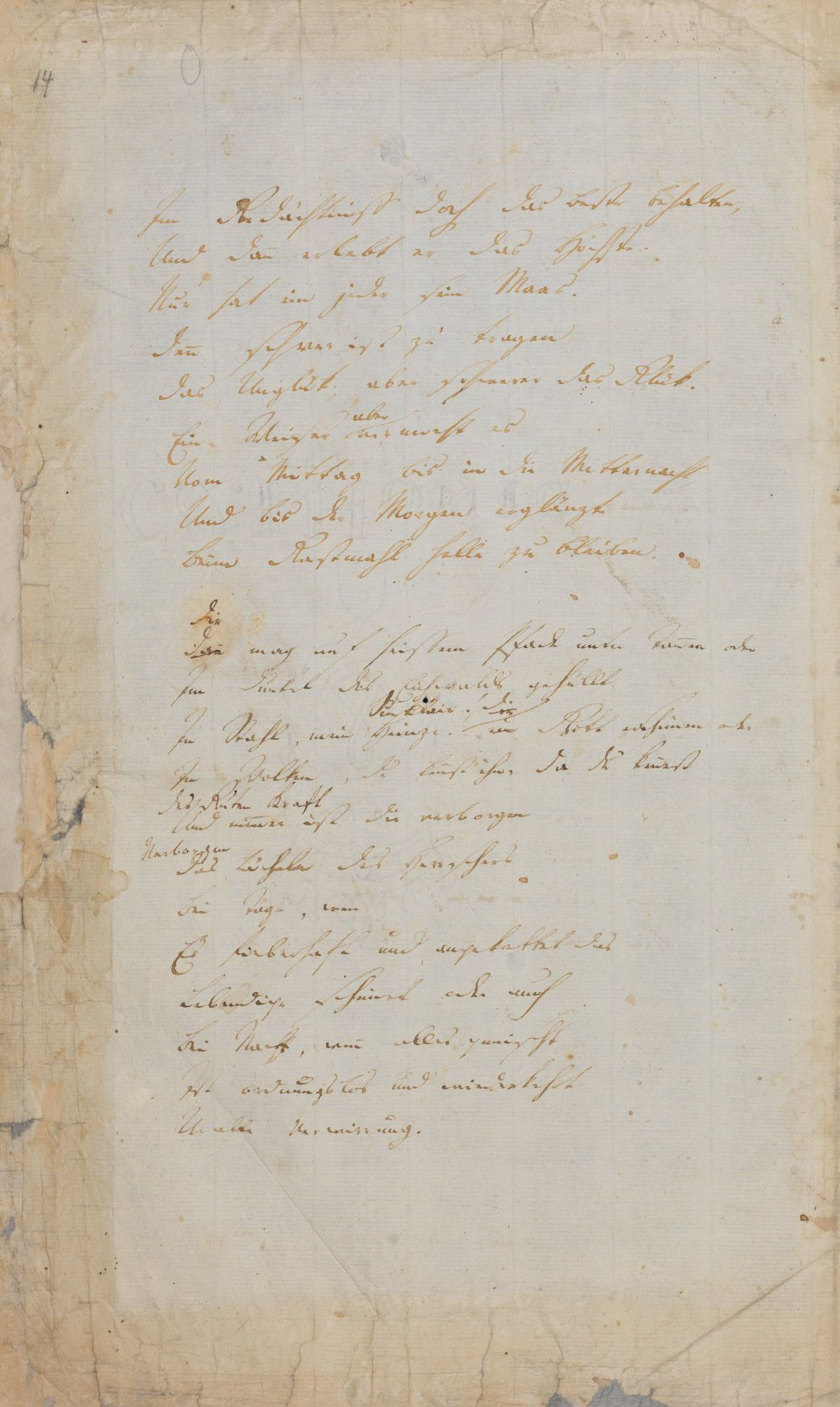
Handschrift H^{3}: Der Rhein Vers 201–221

2100Dir mag auf heissem Pfade unter Tannen oder

0000Im Dunkel des Eichwalds gehüllt

0000In Stahl, mein Sinclair! Gott erscheinen oder

0000In Wolken, du kennst ihn, da du kennest, jugendlich,

0000Des Guten Kraft, und nimmer ist dir

2150Verborgen das Lächeln des Herrschers

0000Bei Tage, wenn

0000Es fieberhaft und angekettet das

0000Lebendige scheinet oder auch

0000Bei Nacht, wenn alles gemischt

2200Ist ordnungslos und wiederkehrt

0000Uralte Verwirrung.
Die Strophe enthält noch einmal die Umwidmung: In Vers 212 steht in „H3“ „Sinklair!“ über gestrichenem „Heinze!“ Jedoch passen die ursprünglich Heinse geltenden Wendungen gut zu Sinclair, seiner Landschaft und der Zeit: „auf heißem Pfade“ zu Sinclairs angespannter politischer Tätigkeit; „unter Tannen oder / Im Dunkel des Eichwalds“ zu seinen philosophisch-dichterischen Bemühungen sowie zum Homburg nahen Taunus, über den Hölderlin in Der Wanderer gedichtet hatte „Aber lächelnd und ernst ruht droben der Alte, der Taunus, / Und mit Eichen bekränzt neiget der Freie das Haupt“; Gott „gehüllt / In Stahl“ zu den Koalitionskriegen.
Die letzten Verse greifen noch einmal zentrale Motive auf. „Das / Lebendige“ (Vers 218–219) steht im Dilemma von Bindung und Ungebundenheit, Heteronomie und Autonomie, Passivität und Aktivität, Chaos, uralter Verwirrung (Vers 221) und Ordnung. Im „Lächeln des Herrschers“ (Vers 215) „gipfelt die Motivreihe, die vom Lächeln des Gottes spricht. Das Lächeln der Gottheit deutet auf die Harmonie von Idealität und Realität, von ‚Himmel‘ und ‚Erde‘“. „Der Abgrund ist immer da, aber die Himmlischen sind auch da und sind die stärkeren, selbst wenn sie einmal für eine Weile die Mächte des Abgrunds gewähren lassen.“